# Wadi al-Ujun (poddystrykt)
Wadi al-Ujun – jedna z 5 jednostek administracyjnych trzeciego rzędu (nahijja) dystryktu Masjaf w muhafazie Hama w Syrii.
W 2004 roku poddystrykt zamieszkiwało 12 951 osób.